# Malo Naklo
Malo Naklo – wieś w Słowenii, w gminie Naklo. W 2018 roku liczyła 16 mieszkańców.